# Konrad von Hausmann
Konrad Friedrich von Hausmann (* 23. Januar 1853 in Schwedt/Oder; † 19. März 1923 in Sinnershausen) war ein preußischer General der Kavallerie.

## Leben

### Herkunft
Konrad war der Sohn des späteren preußischen Generalleutnants Karl von Hausmann (1816–1879) und dessen Ehefrau Anna, geborene Soltmann (1827–1876). Sein Großvater war der Mineraloge Friedrich Hausmann.

### Militärkarriere
Hausmann trat in die Preußische Armee ein, absolvierte die Kriegsakademie und wurde 1877 als Premierleutnant nach Mannheim in das 1. Badische Leib-Dragoner-Regiment Nr. 20 versetzt. Im weiteren Verlauf seiner Militärkarriere wurde Hausmann 1884 Kommandeur des Schleswig-Holsteinischen Dragoner-Regiments Nr. 13, das in Metz stationiert war. 1900 folgte die Beförderung zum Generalmajor sowie die Ernennung zum Kommandeur der 28. Kavallerie-Brigade in Karlsruhe. 1904 wurde er zum Generalleutnant befördert und zum Oberquartiermeister ernannt. Ab 15. Februar 1906 befehligte er dann die 16. Division und erhielt am 19. Januar 1908 den Kronenorden I. Klasse. Unter Verleihung des Charakters als General der Kavallerie stellte man Hausmann am 17. Februar 1908 mit der gesetzlichen Pension zur Disposition.
Bei Ausbruch des Ersten Weltkriegs wurde Hausmann wiederverwendet und befehligte bis zum 1. September 1914 die 8. Ersatz-Division an der Westfront.

### Familie
Während seiner Dienstzeit in Mannheim lernte Hausmann die Familie Engelhorn in Mannheim kennen. Am 20. Juni 1882 heiratete er Laura Engelhorn (1861–1955), die jüngste Tochter des Fabrikanten Friedrich Engelhorn, Begründer der Badischen Anilin und Sodafabrik (BASF). Nach dem Tode seines Schwiegervaters im Jahre 1902 war das Ehepaar Hausmann finanziell in der Lage, von der Erbschaft das Schloss Sinnershausen in Thüringen zu erwerben. Hier verstarb Hausmann im Jahre 1923.